# Dichromia pullata
Dichromia pullata là một loài bướm đêm trong họ Erebidae.